# Grippage

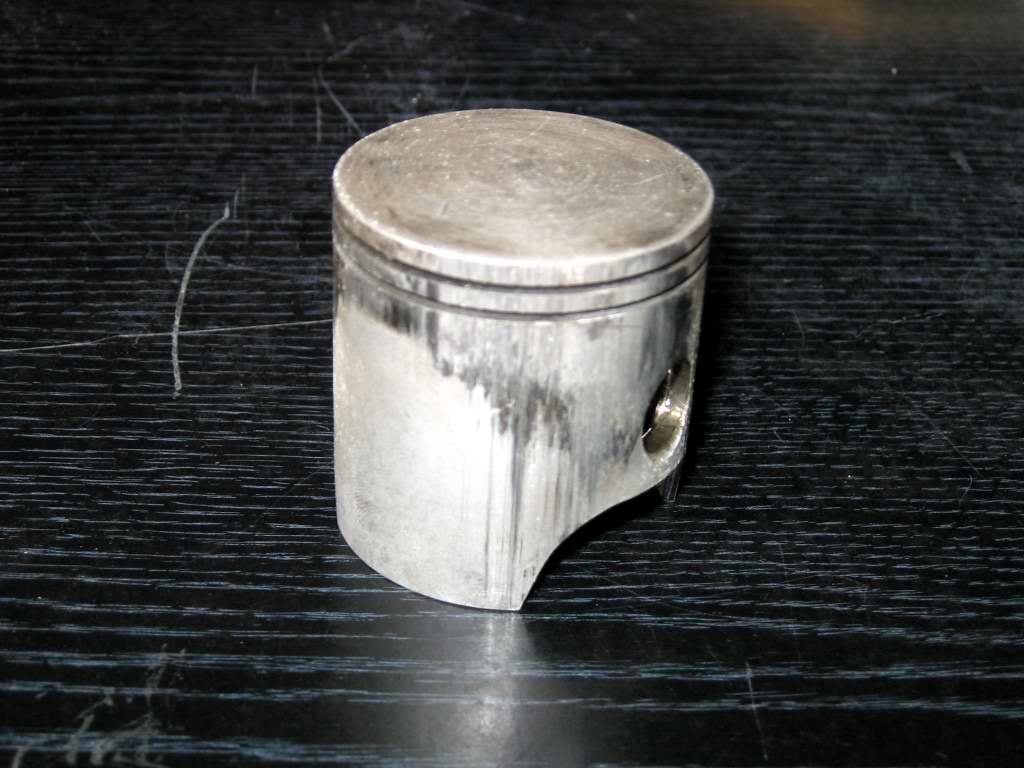
Piston de moteur 50 cm3 2 temps endommagé (grippé)

En science des matériaux, le grippage est  une forme de dommage se produisant en surface d'un matériau glissant sur un autre. Il se produit alors un transfert de matière qui altère l'état de surface du matériau.
Ce phénomène se produit parfois au niveau des injecteurs des moteurs diesel ou entre le cylindre et le piston d'un moteur à combustion, ce qui provoque la nécessité d'une réparation coûteuse. Des constructeurs ont développé des modèles visant à prévenir ce phénomène.